# Vesterholmvej
 Der er for få eller ingen kildehenvisninger i denne artikel, hvilket er et problem. Du kan hjælpe ved at angive troværdige kilder til de påstande, som fremføres i artiklen.

Vesterholmvej er en omfartsvej i Herning. Vejen er 4,6 km lang og skaber forbindelse mellem det østlige Herning samt bydelen Tjørring henover det nordlige Herning.
Vejen begynder ved Viborgvej og går herefter i en lige linje i nordvestlig retning næsten 2 km. Her møder den Gullestrupvej ved en rundkørsel. Vejen fortsætter herefter i en blød bue frem til krydset ved Holstebrovej. Vejen er forlænget som Hilmar Sølunds Vej frem til frakørsel 2 Herning NV Messemotorvejen sekundærrute 502 og går forbi det kommende Gødstrup Sygehus.
I mange år var det kun de første 2 km der eksisterede gennem industriområdet Herning Nord. Siden midten af 1990'erne har der været forbindelse hele vejen til Tjørring og vejen var i en periode nummereret som primærrute 12 frem til åbningen af Midtjyske Motorvej i 2006.
På strækningen passeres både herreundertøjsproducenten JBS samt Kvik Hockey Arena, Sportscenter Herning og Fuglsang Sø.
|  | Denne artikel om en bygning eller et bygningsværk kan blive bedre, hvis der indsættes et (bedre) billede. Du kan hjælpe ved at afsøge Wikimedia Commons for et passende billede eller lægge et op på Wikimedia Commons med en af de tilladte licenser og indsætte det i artiklen. |

56°9′29.41″N 8°58′3.01″Ø / 56.1581694°N 8.9675028°Ø